# مارتي وليامز
مارتي وليامز (بالإنجليزية: Marty Williams)‏ هو سياسي أمريكي، ولد في 5 مارس 1951 في الولايات المتحدة. حزبياً، نشط في الحزب الجمهوري. وقد انتخب عضو مجلس ولاية فرجينيا.